# Новый год в Греции
Новый год в Греции — государственный праздник, отмечаемый греками в соответствии с григорианским календарём, наступающий в ночь с 31 декабря на 1 января. Рождество здесь предшествует Новому году и отмечается в ночь с 24 на 25 декабря.

## История
Примечательно что в Древней Греции Новый год приходился на самый длинный день в году — 22 июня, так как своё летоисчисление греки вели от первого дня Олимпийских игр, которые устраивались в честь Геракла.
1 января в Греции совпадает с днём Св. Василия (Айос Василиас), который считается покровителем малоимущих. Именно Святой Василий играет роль Деда Мороза в Греции. Греческие дети готовятся к тому что Св. Василий посетит дома, проникнув внутрь через каминную трубу. В ожидании подарков, они оставляют на ночь у камина свои башмаки — в надежде найти в них наутро подарки.

## Традиции
Новый год принято встречать дома в кругу семьи и близких друзей. Отправляясь в гости к хозяевам, греки берут с собой камень, который кидают у порога хозяйского дома. Если камень увесист, приговаривают: «Пусть богатства хозяина будут тяжелы, как этот камень». А если он невелик, то говорят: «Пусть бельмо в глазу у хозяина будет таким же маленьким, как этот камень». В Греции также принято обмениваться «фотиками». Фотики — это шампуры с нанизанными на них фруктами. Обычно используют цитрусовые, инжир, яблоки, леденцы. Наверху устанавливают символ света и надежды — свечу. Особо интересен обычай по которому ровно в полночь хозяин дома выходит во двор и разбивает об стену плод граната. Если зерна граната разлетятся по всему двору, то в новом году его семье повезёт. После этого все члены семьи обмакивают пальцы в мёд и облизывают их.

## Новогодняя кухня
Новогодний стол в континентальной Греции — это непременно жареный поросёнок, к нему также подают печёную картошку как гарнир. На Эгейских островах, однако, островитяне предпочитают запекать индейку в вине. Десерты в Греции (захаропластии) очень любят и их очень много на новогоднем столе. Особенно любят пряное печенье, пропитанное мёдом или сиропом. Но главным блюдом является «василопита» — пирог с узорами из теста, смородины и орехов, внутрь которого (как и везде на Балканах) запекают монетку — символ счастья в Новом году. Разрезав пирог, смотрят кому она достанется. При разделе пирога первый кусочек пирога предназначается Св. Василию, второй кусочек — дому, следующий — самому старшему члену семьи и так далее — до самого младшего, которому достается последний. Новогодние гадания существуют и в Греции. Так например, некоторые девушки кладут свой кусочек пирога под подушку, чтоб увидеть во сне суженого. Существует множество новогодних примет и запретов: нельзя кричать, молоть или пить кофе, нельзя пускать в дом черных собак, так как собака — это бесовское животное, надо стараться не разбить посуду и проч.